# Victor Arbez
Pour les articles homonymes, voir Arbez.
Victor Arbez, né le 17 mai 1934 à Bellefontaine et mort le 22 janvier 2016, est un fondeur et biathlète français. Il a participé à quatre éditions des Jeux olympiques d'hiver.

## Biographie
Il est le frère de Maurice Arbez et le grand-oncle de Tess Arbez.
Victor Arbez commence la compétition au sein du club de ski Morbier Bellefontaine et devient champion de France junior en 1954. Il participe à ses premiers Jeux olympiques en 1956 à Cortina d'Ampezzo. En ski de fond, il se classe 52e du 15 kilomètres puis termine sixième du relais 4 x 10 km avec René Mandrillon, Benoît Carrara et Jean Mermet.
Avec les frères Louis et Paul Romand, il remporte la Coupe Gérard Montefiore en 1958 et 1959, une traditionnelle course de ski de fond dont le trophée fut créé par Paul Landowski.
Lors de l'olympiade suivante, à Squaw Valley, en 1960, il termine septième du relais avec la même équipe que quatre ans auparavant et se classe 26e du 15 kilomètres. Par ailleurs, il participe à la première épreuve olympique de biathlon, le 20 km individuel. Avec seulement deux cibles touchées sur 20, il réalise la plus mauvaise performance au tir, tout comme son coéquipier Paul Romand ; cela leur vaut 36 minutes de pénalité. En revanche, avec une heure 25 minutes et 58,4 secondes, il réalise le meilleur temps réel de la course. Il se classe finalement 15e sur 30 participants.
Aux Jeux olympiques d'hiver de 1964 à Innsbruck, Arbez se classe 20e tant sur l'épreuve de 15 kilomètres que sur celle de 30. Avec Félix Mathieu, Roger Pires et Paul Romand, il termine sixième du relais, comme huit ans plus tôt.
Pour sa quatrième participation aux Jeux olympiques d'hiver, en 1968 à Grenoble, Arbez se classe 28e sur 15 kilomètres et termine onzième du relais avec Félix Mathieu, Philippe Baradel et Roger Pires.